# Rönnmalmätare
Rönnmalmätare (Eupithecia exiguata) är en fjärilsart som beskrevs av Jacob Hübner 1809/13. Rönnmalmätare ingår i släktet Eupithecia och familjen mätare. Arten är reproducerande i Sverige. Inga underarter finns listade.

## Bildgalleri

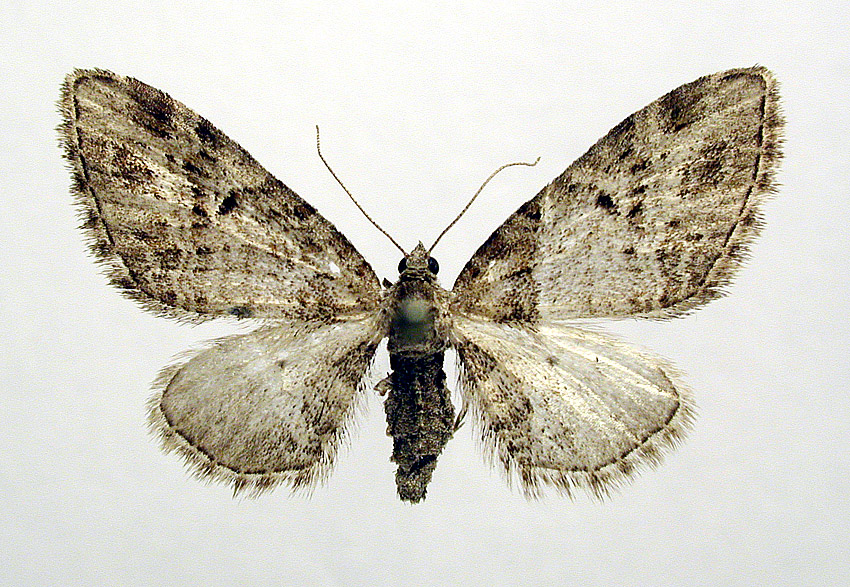
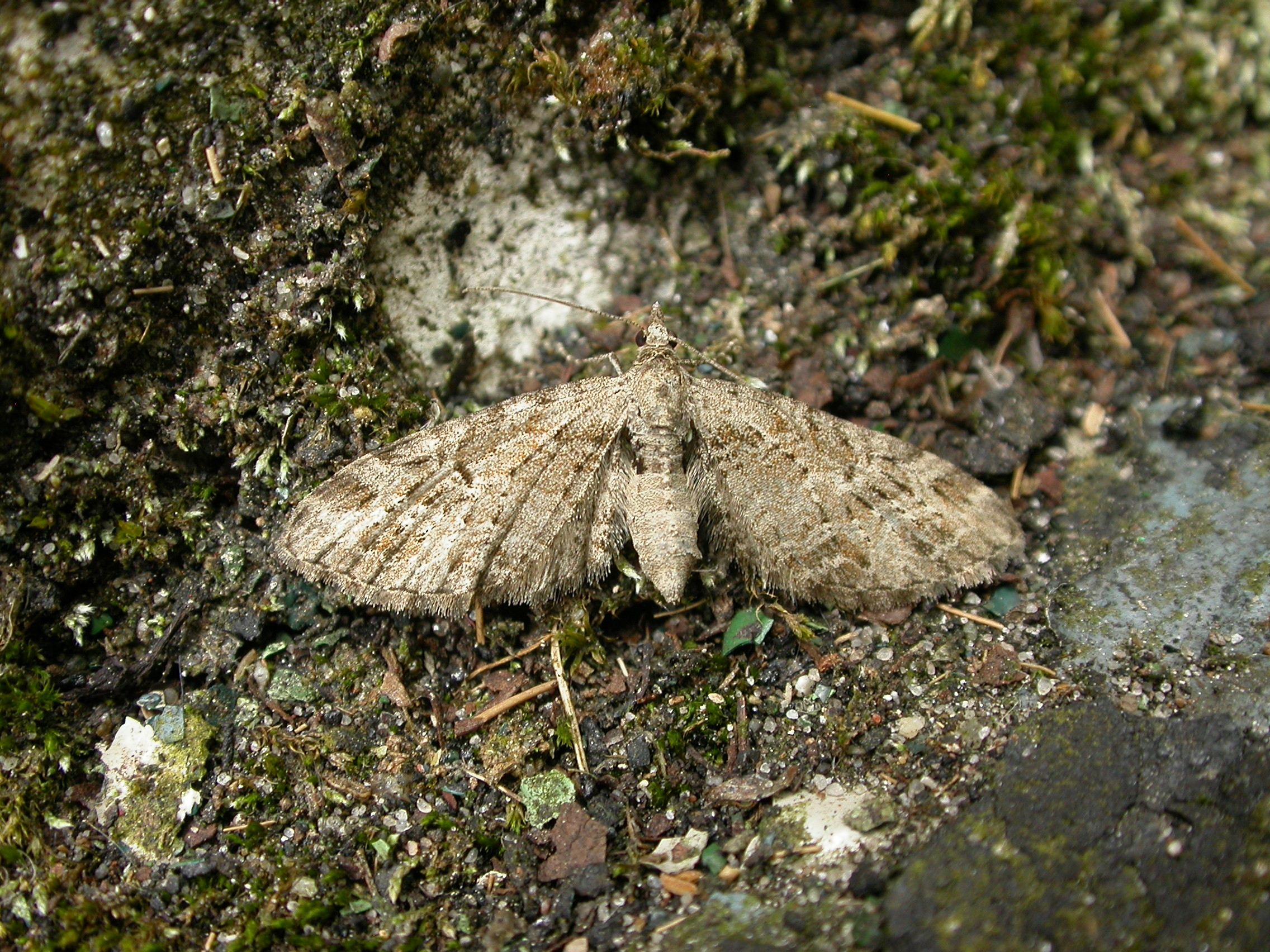
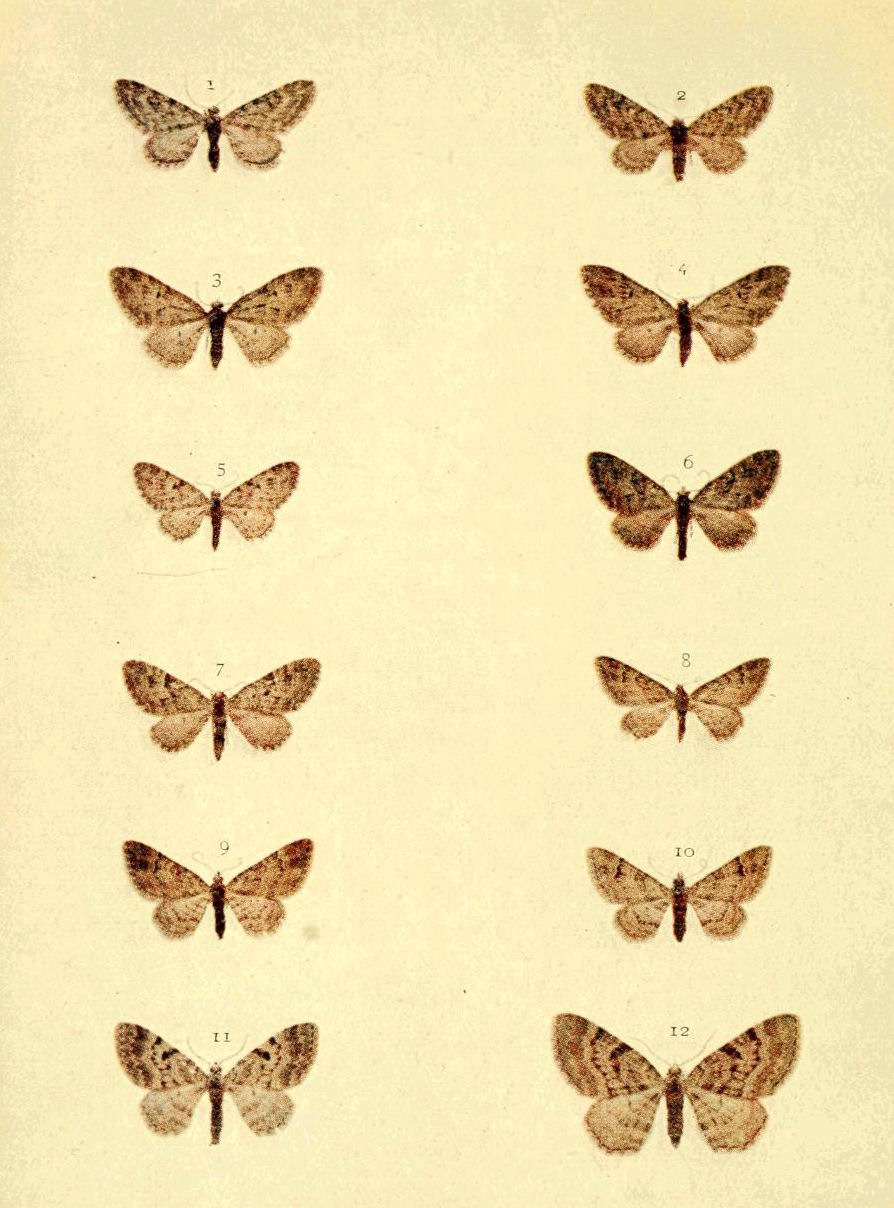